# 科克蘇河
44°59′53″N 78°06′45″E / 44.9981°N 78.1125°E
科克蘇河是哈薩克斯坦的河流，位於該國東南部阿拉木圖州，屬於卡拉塔爾河的左支流，流經阿拉套山西坡，河道全長205公里，流域面積4,670平方公里。科克蘇河是科克蘇區最大的河流。科克蘇河沿岸有幾個水力發電項目。

## 外部連結
- Коксу （页面存档备份，存于）, Great Soviet Encyclopedia
- About Koksu District Archive.today的存檔，存档日期2013-02-18
- https://archive.today/20130218231057/
- http://zhetysu-gov.kz/modules/Structure/koksu.html Archive.today的存檔，存档日期2013-02-18